# HOT☆FANTASY ODAIBA
HOT☆FANTASY ODAIBA（ホット ファンタジー オダイバ）は、フジテレビジョン主催のイベントの名称。2004年から2008年まで東京都港区台場のフジテレビ本社にて毎年冬に開催された。

## 概要
フジテレビの冬のイベントとして、新宿区河田町から台場に本社を移転した1997年より毎年クリスマスシーズンの12月中旬から新年1月3日まで連日開催されていたイベント『KISS ME ODAIBA』が前身。移転8年目の2004年、フジテレビ開局45周年を記念し、新たに「HOT☆FANTASY ODAIBA」としてスタートした。
イベントの目玉として、毎年12月31日夜から1月1日未明にかけてカウントダウンイベントも催された。

## 開催実績

### 2007年度
- 12月28日と31日にプラチナムプロダクション所属のユニットによるスペシャルライブが行われ、SHANADOO（両日とも）、Shiny（28日のみ）などが出演した。
- 投函箱付明石家サンタクリスマスツリー設置（12月24日まで）

### 2008年度
- 球体展望室「はちたま」内で、クイズ!ヘキサゴンIIから生まれたユニット「羞恥心」の『羞恥心展』が行われた。中には、羞恥心が今まで着た衣装が展示されていた。また、NHK紅白歌合戦後には、紅白で着用した衣装も展示された。
- この他「アナ☆バン!」のシークレットイベントなども行われた。

## 開催期間
| 年度     | 期間                         |
| -------- | ---------------------------- |
| 2004年度 | 2004年12月11日〜2005年1月3日 |
| 2005年度 | 2005年12月10日〜2006年1月8日 |
| 2006年度 | 2006年12月9日〜2007年1月3日  |
| 2007年度 | 2007年12月8日〜2008年1月6日  |
| 2008年度 | 2008年12月13日〜2009年1月4日 |

## イメージソング
| 年度     | 曲名                         | アーティスト       |
| -------- | ---------------------------- | ------------------ |
| 2004年度 | チキンライス                 | 浜田雅功と槇原敬之 |
| 2005年度 | いつかのメリークリスマス     | B'z                |
| 2006年度 | Winter Love                  | BoA                |
| 2007年度 | Snow celebration             | アイドリング!!!    |
| 2008年度 | 弱虫サンタ                   | 羞恥心             |
| 2008年度 | 犯人はあなたです♡/NA・GA・RA | アイドリング!!!    |

## 開催終了とその後
『KISS ME ODAIBA』から続いたフジテレビのクリスマスイベントは、2008年度をもってひとまず姿を消すことになるが、2009年度はこれに代わるイベントとして2009年12月12日から2010年4月25日までにわたり、フジテレビ本社1階広場にて「お台場ラーメンPARK」が開催された。
また、2010年度は12月11日から2011年1月10日までにわたり、フジテレビ本社25階球体展望室「はちたま」にて「アナ☆バン!大感謝祭」が開催され、2010年12月17日から19日までの3日間、フジテレビ本社1階広場及びシアターモールにて、日本スキー発祥100周年を記念したイベント「TOKYO SNOW WORLD in ODAIBA」が開催された。
なお、フジテレビの冬イベントは2012年度は「キラキラWINTER LAND」、続く2013年度からは「冬フェス」と変遷。なお2013年度より、夜に行われるFCGビルを使った光と音のショー「GLITTER8」が名物となっており、イベントの模様が番組内で中継されることもある。